# Alexander River (Neuseeland)
Der  Alexander River ist ein Fluss in der Region West Coast auf der Südinsel von Neuseeland.

## Geographie
Der Alexander River entspringt einem rund 3,7 Hektar großen nicht näher bezeichneten Bergsee, der rund 660 m südlich des 1623 m hohen Mount Puttick gelegen ist. Von dort aus fließt der Alexander River rund 3 km in westliche Richtung, um dann nach einer anfänglichen Richtungsänderung nach Nordwesten in einem großen Bogen entgegen dem Uhrzeigersinn nach Südwesten seiner Mündung in den Upper Grey River entgegenzufließen. Die Gesamtlänge des Flusses beträgt rund 16 km.

## Sanierung des Geländes des Goldbergbaus
In den Jahren 1924 bis 1943 wurde in der Hard-rock Goldmine, rund 1 km südöstlich des nordwestlichen Teil des Alexander River Gold abgebaut und am Fluss zu reinem Gold prozessiert. Der dadurch mit Arsen, Quecksilber und Zyanid verseuchte Boden wurde im Jahr 2016 in Fässer gefüllt und zur Dekontamination nach Christchurch gebracht. Geringfügig kontaminiertes Erdmaterial wurde mit dem Abfallgestein aus den Minenaushubarbeiten vor Ort gesichert. Die Kosten für die Arbeiten wurden mit 2,6 Mill. $NZ veranschlagt. Historische Relikte des Goldbergbaus wurden bei der Reinigungsaktion erhalten und vor Ort belassen.